# Чугинадак
Чугинадак (англ. Chuginadak Island, алеут. Tanax̂ Angunax̂) — второй по величине остров в группе Четырёхсопочных островов, которые входят в состав Алеутских островов. В административном отношении является частью штата Аляска, США.

## География
Остров имеет площадь 167 км². Длина острова составляет 23 км, ширина — 9,7 км. Наивысшая точка — 1730 м над уровнем моря. На острове находится один из самых активных вулканов мира — вулкан Кливленд, который занимает почти половину Чугунадака. Узкая полоска земли отделяет вулкан от более низкой восточной части острова.
Остров покрыт местами тундровой растительностью, мхами, лишайниками. Климат Чугинадака характеризуется как холодный морской, с частыми туманами и осадками. Постоянного населения на острове нет.